# Oops!… I Did It Again (Lied)
Oops!… I Did It Again (engl. für: ‚Hoppla!… Ich habe es schon wieder getan‘) ist ein Lied der US-amerikanischen Pop-Sängerin Britney Spears aus ihrem zweiten gleichnamigen Studioalbum Oops!… I Did It Again aus dem Jahre 2000. Es wurde als erste Singleauskopplung aus dem Album am 27. März 2000 durch Jive Records veröffentlicht. Geschrieben und produziert wurde das Lied von Max Martin und Rami Yacoub. Der musikalische Stil zeigt viele Ähnlichkeiten mit Liedern auf ihrem Debüt-Album … Baby One More Time aus dem Jahre 1999.

## Hintergrund
Oops!… I Did It Again wurde von Max Martin und Rami Yacoub im August 1999 geschrieben und produziert. Martin und Spears hatten zuvor an ihrem Debüt-Album … Baby One More Time zusammengearbeitet. Der Titel wurde im November 1999 in den Cheiron-Studios in Stockholm aufgenommen. Der Backgroundgesang wurde von Nana Hedin und Max Martin selbst gesungen.
Im Song geht es darum, dass jemand zum wiederholten Male mit den Gefühlen eines anderen spielt. In einem Gespräch am Songende zwischen Spears und einem jungen Mann ist eine Anspielung auf das Diamantenkollier „Das Herz des Ozeans“ aus dem Film Titanic zu hören. Spears sagt zu ihm (dem vermeintlichen Opfer ihres „Spiels“) folgendes, nachdem jener ihr einen Gegenstand als Liebesbeweis übergibt: „Aber ich dachte, die alte Lady hätte es am Ende in den Ozean geworfen?“ Er antwortet: „Ja Baby, ich war unten und habe es für dich wieder ’raufgeholt!“ Sie antwortet, dass er dies nicht hätte zu tun brauchen.

## Preise
Das Lied war bei den Grammy Awards 2001 in der Kategorie „Best Female Pop Vocal Performance“ nominiert.

## Kommerzieller Erfolg

### Chartplatzierungen
Oops!… I Did It Again erreichte die Chartspitze der Singlecharts in Australien, Kanada, Neuseeland und dem Vereinigten Königreich. In Deutschland erreichte die Single Rang zwei und musste sich lediglich Ich vermiss’ dich wie die Hölle von Zlatko Trpkovski geschlagen geben. Die Single platzierte sich acht Wochen in den Top 10 sowie 18 Wochen in den Top 100. In den deutschen Airplaycharts erreichte Oops! … I Did It Again (Lied) mit einer Unterbrechung für drei Wochen die Chartspitze.
| ChartsChartplatzierungen       | Höchstplatzierung | Wochen |
| ------------------------------ | ----------------- | ------ |
| Deutschland (GfK)              | 2 (18 Wo.)        | 18     |
| Österreich (Ö3)                | 2 (18 Wo.)        | 18     |
| Schweiz (IFPI)                 | 1 (28 Wo.)        | 28     |
| Vereinigte Staaten (Billboard) | 9 (21 Wo.)        | 21     |
| Vereinigtes Königreich (OCC)   | 1 (14 Wo.)        | 14     |

| ChartsJahrescharts (2000)      | Platzierung |
| ------------------------------ | ----------- |
| Deutschland (GfK)              | 15          |
| Österreich (Ö3)                | 12          |
| Schweiz (IFPI)                 | 7           |
| Vereinigte Staaten (Billboard) | 55          |

### Auszeichnungen für Musikverkäufe
Oops!… I Did It Again wurde weltweit mit 7× Gold und 15× Platin ausgezeichnet. Damit wurden laut Auszeichnungen und Quellenangaben über 6,3 Millionen Einheiten der Single verkauft (inklusive Premium-Streaming).
| Land/Region                  | Auszeichnungen für Musikverkäufe (Land/Region, Auszeichnung, Verkäufe) | Verkäufe  |
| ---------------------------- | ---------------------------------------------------------------------- | --------- |
| Australien (ARIA)            | Platin                                                                 | 70.000    |
| Belgien (BRMA)               | Platin                                                                 | 50.000    |
| Dänemark (IFPI)              | Platin                                                                 | 90.000    |
| Deutschland (BVMI)           | Gold                                                                   | 250.000   |
| Frankreich (SNEP)            | Gold                                                                   | 250.000   |
| Italien (FIMI)               | Gold                                                                   | 35.000    |
| Kanada (MC)                  | Platin                                                                 | 80.000    |
| Neuseeland (RMNZ)            | 2× Platin                                                              | 60.000    |
| Niederlande (NVPI)           | Gold                                                                   | 40.000    |
| Österreich (IFPI)            | Gold                                                                   | 25.000    |
| Portugal (AFP)               | Gold                                                                   | 5.000     |
| Schweden (IFPI)              | 2× Platin                                                              | 60.000    |
| Schweiz (IFPI)               | Gold                                                                   | 25.000    |
| Spanien (Promusicae)         | Platin                                                                 | 60.000    |
| Vereinigte Staaten (RIAA)    | 4× Platin                                                              | 4.000.000 |
| Vereinigtes Königreich (BPI) | 2× Platin                                                              | 1.200.000 |
| Insgesamt                    | 7× Gold · 15× Platin ·                                                 | 6.300.000 |

Hauptartikel: Britney Spears/Auszeichnungen für Musikverkäufe

## Coverversionen
- 2013: Julia Zahra – Oops!… I Did It Again